# Prémio Pulitzer de Fotografia Especial

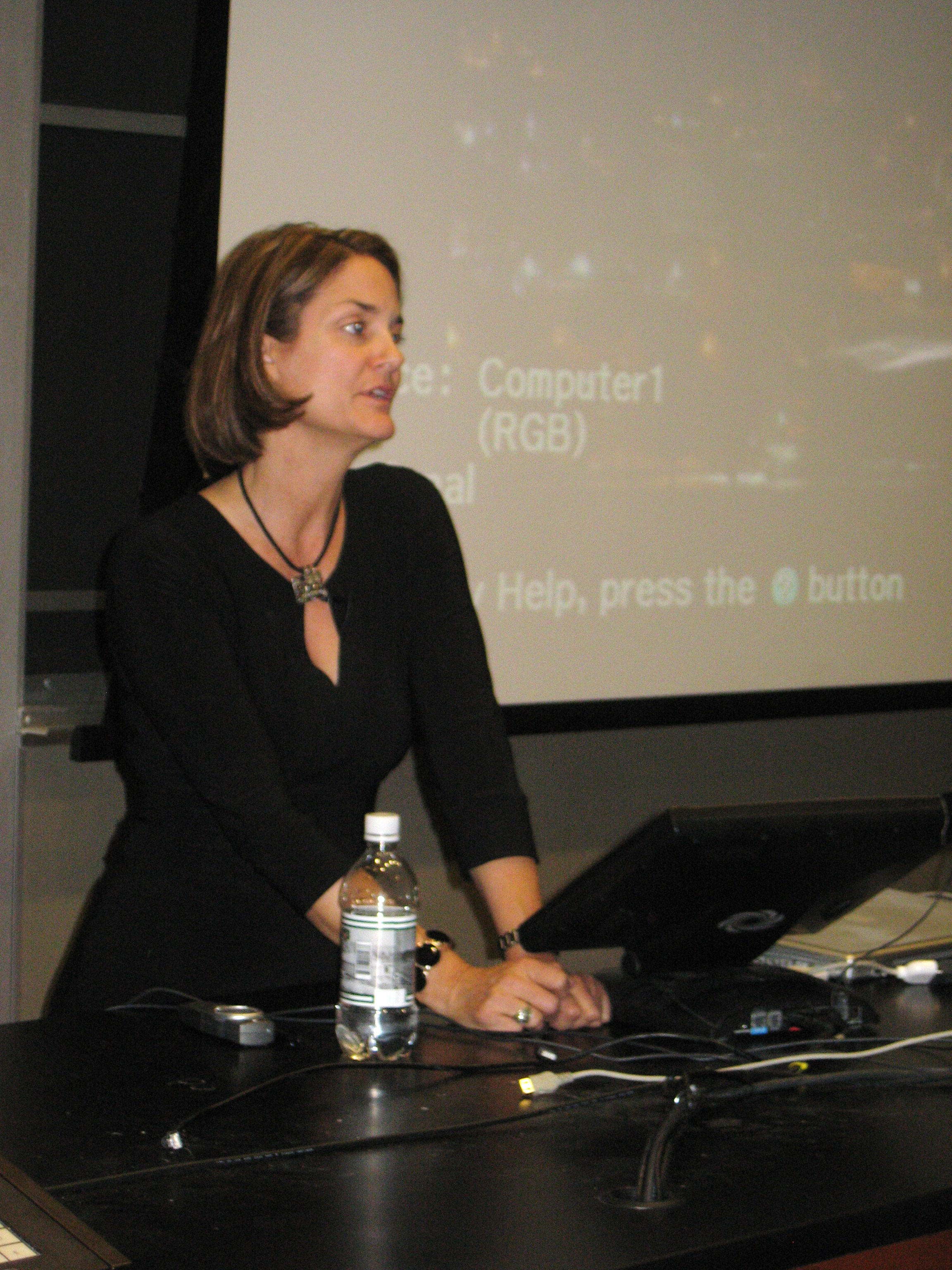
A fototojornalista Carolyn Cole, que venceu o prémio em 2004

O Prémio Pulitzer de Fotografia Especial é um dos Prémios Pulitzer entregue anualmente na área do jornalismo. Reconhece um exemplo notável de fotografia especial em preto e branco ou a cores, que pode consistir numa fotografia ou fotografias, uma sequência ou um álbum.
O prémio de Fotografia Especial iniciou-se em 1968 quando o Prémio Pulitzer de Fotografia foi substituído pelo prémio Especial e o "Prémio Pulitzer de Fotografia de Última Hora" renomeado para "Prémio Pulitzer para reportagem fotográfica", em 2000.

## Vencedores e justificações
O Prémio Pulitzer de Fotografia Especial tem sido atribuído desde 1968 sem excepção.
- 1968: Toshio Sakai, United Press International, "pela sua fotografia de combate da Guerra do Vietname, 'Sonhos de Melhores Tempos'."
- 1969: Moneta Sleet Jr. do Ebony magazine, "pela sua fotogarafia da esposa de filho de Martin Luther King Jr tirada durante o funeral do Dr. King."
- 1970: Dallas Kinney, Palm Beach Post (Florida), "pelo seu portefólio de fotografias dos trabalhadores migrantes da Flórida, 'Migração para a Miséria'."
- 1971: Jack Dykinga, Chicago Sun-Times, "pelas suas fotografias dramáticas e sensíveis nas Escolas Estatais Lincoln e Dixon para os Atrasados Mentais no Illinois."
- 1972: David Hume Kennerly, United Press International, "pelas suas fotografias dramáticas da Guerra do Vietname em 1971."
- 1973: Brian Lanker, Topeka Capital-Journal, "pela sua sequência sobre o parto, como exemplificado pela sua fotografia, 'Momento de Vida'."
- 1974: Slava Veder, Associated Press, "pela sua fotografia Explosão de Alegria, que ilustrou o regresso de um prisioneiro de guerra Norte-americano desde o cativeiro no Vietname do Norte."
- 1975: Matthew Lewis, Washington Post, "pelas suas fotografias a cores e a preto e branco."
- 1976: Redacção Fotográfica do Louisville Courier-Journal and Times, "por uma reportagem abrangente e pictórica sobre o transporte escolar em Louisville."
- 1977: Robin Hood, Chattanooga News-Free Press, "pela sua fotografia de um veterano inválido e o seu filho no desfile do Dia das Forças Armadas."
- 1978: J. Ross Baughman, Associated Press, "por três fotografias desde áreas de guerrilha na Rodésia."
- 1979: Redacção Fotográfica do Boston Herald American, "pela cobertura fotográfica  do granizo de 1978."
- 1980: Erwin H. Hagler, Dallas Times Herald, "pela série sobre o cowboy do Oeste."
- 1981: Taro Yamasaki, Detroit Free Press, "pelas suas fotografias da Prisão Estatal de Jackson, Michigan."
- 1982: John H. White, Chicago Sun-Times, "pelo trabalho consistente e excelente sobre uma variedade de assuntos."
- 1983: James B. Dickman, Dallas Times Herald, "pelas suas fotografias reveladoras da vida e morte em El Salvador."
- 1984: Anthony Suau, The Denver Post, "por uma série de fotografias que mostram os efeitos trágicos da fome na Etiópia e por uma única fotografia de uma mulher na campa do seu marido no Memorial Day."
- 1985: Stan Grossfeld, Boston Globe, "pela sua série de fotografias da fome na Etiópia e pelas suas fotografias de imigrantes ilegais na fronteira dos EUA com o México."
- 1986: Tom Gralish, The Philadelphia Inquirer, "pelas suas séries de fotografias dos sem-abrigo de Philadelphia."
- 1987: David C. Peterson, Des Moines Register, "pelas suas fotografuas mostrando os sonhos desfeitos dos agricultores Norte-americanos."
- 1988: Michel duCille, Miami Herald, "pelas fotografias mostrando a decadência e a reabilitação subsequente de um projecto de alojamento invadido pela droga do crack."
- 1989: Manny Crisostomo, Detroit Free Press, "pela sua série de fotografias mostrando a vida estudantil na Southwestern High School em Detroit."
- 1990: David C. Turnley, Detroit Free Press, "pelas fotografias sobre as revoltas políticas na China e Europa do Leste."
- 1991: William Snyder, The Dallas Morning News, "pelas suas fotografias das crianças doentes e órfãs vivendo em condições desumanas na Roménia."
- 1992: John Kaplan, Block Newspapers, Toledo, Ohio, "pelas suas fotografias mostrando os diversos estilos de vida de sete jovens de 21 anos de todos os Estados Unidos."
- 1993: Redacção da Associated Press, "pelo seu portefólio de imagens obtidas para a campanha presidencial de 1992."
- 1994: Kevin Carter, um fotógrafo free-lancer, "por uma fotografia publicada inicialmente no The New York Times de uma rapariga Sudanesa a morrer à fome, que tinha colapsado a caminho para um centro de alimentação, enquanto um abutre espera na proximidade."
- 1995: Redacção da Associated Press, "pelo seu portefólio de fotografias relatando o horror e devastação no Ruanda."[2]
- 1996: Stephanie Welsh, "uma free-lancer, pela sua sequência chocante de fotografias, publicada na Newhouse News Service, de um ritual de mutilação genital feminina no Quénia."[3]
- 1997: Alexander Zemlianichenko, Associated Press, "pela sua fotografia do Presidente Russo Boris Yeltsin a dançar num concerto de rock durante a sua campanha de reeleição. Esta fotografia tinha sido inicialmente nomeada na secção de Fotografias de ùltima Hora, mas foi transferida pelo comité para Fotografia Especial."[4]
- 1998: Clarence Williams, Los Angeles Times, "pelas suas imagens poderosas que documentaram as dificuldades de crianças pequenas com pais viciados em álcool e drogas."[5]
- 1999: Redacção do Associated Press, "pela sua colecção impressionante de fotografias dos das pessoas e eventos chave decorrentes do caso amoroso do Presidente Clinton com Monica Lewinsky e as audiências de impugnação de mandato que se seguiram."[6]
- 2000: Carol Guzy, Michael Williamson e Lucian Perkins, Washington Post, "pelas suas imagens íntimas e acutilantes mostrando as dificuldades dos refugiados do Kosovo."[7]
- 2001: Matt Rainey, Star-Ledger (Nova Jérsia), "pelas suas fotografias emotivas que ilustram os tratamentos e a recuperação de dois estudantes criticamente queimados num incêndio no dormitório na Seton Hall University."[8]
- 2002: Redacção do The New York Times, "pelas suas fotografias relatando a dor e a perseverança das pessoas que suportaram o conflito prolongado e duradouro no Afeganistão e Paquistão."
- [9]
- 2003: Don Bartletti, Los Angeles Times, "pelo seu retrato memorável de como os jovens indocumentados da América Central viajavam, muitas vezes enfrentando perigos mortais, até ao norte dos Estados Unidos."[10]
- 2004: Carolyn Cole, Los Angeles Times, "pelo seu olhar coesivo, dos bastidores sobre os efeitos da guerra civil na Libéria, com especial atenção aos cidadãos inocentes apanhados no conflito."[11]
- 2005: Deanne Fitzmaurice, San Francisco Chronicle, "pelo seu ensaio fotográfico sensível sobre o esforço de um hospital de Oakland para ajudar um rapaz iraquiano quase morto por um explosão."[12]
- 2006: Todd Heisler do Rocky Mountain News, "pelo seu olhar assombrado, dos bastidores dos funerais de Marines do Colorado que regressaram do Iraque em caixões."[13]
- 2007: Renée C. Byer do The Sacramento Bee, "pelo seu retrato íntimo de um mãe solteira e do seu filho jovem à medida que ela perde a batalha contra o cancro."[14]
- 2008: Preston Gannaway do Concord Monitor, "pela sua crónica íntima do enfrentamento por uma família de uma doença terminal dos pais."[15]
- 2009: Damon Winter do The New York Times, "pela sua matriz memorável de fotografias capturando múltiplas facetas da campanha presidencial de Barack Obama."[16]
- 2010: Craig F. Walker do The Denver Post, "pelo seu retrato íntimo de um adolescente que se enlista no Exército no auge da violência insurgente no Iraque, numa busca acutilante pelo significado da masculinidade."[17]
- 2011: Barbara Davidson do Los Angeles Times, "Pela sua história íntima de vítimas inocentes presas no fogo cruzado da violência mortal de gangs."[18][19]
- 2012: Craig F. Walker do The Denver Post "pela sua crónica apaixonante de um veterano dispensado com honra, em casa desde o Iraque e lutando contra um caso grave de stress pós-traumático, imagens que permitem perceber melhor uma questão nacional".[20]
- 2013: Javier Manzano "pela sua fotografia extraordinária, distribuída pela Agence France-Presse, de dois soldados rebeldes Sírios guardando tensamente as suas posições enquanto raios de luz passam através de buracos de balas numa parede metálica próxima".[21]
- 2014: Josh Haner do The New York Times, "pelos seus retratos agitados da reabilitação dolorosa de um homem gravemente ferido no Atentado à Maratona de Boston de 2013".
- 2015: Daniel Berehulak, fotógrafo freelancer, The New York Times "pelas suas fotografias fortes e corajosas do Surto de ébola na África Ocidental."[22]